# Gut Volbrexen
Das Gut Volbrexen ist ein altes Gut, das im Stadtgebiet von Büren in der Nähe der Ortschaft Weiberg liegt. Heute ist das Gut an einen Landwirt verpachtet. 

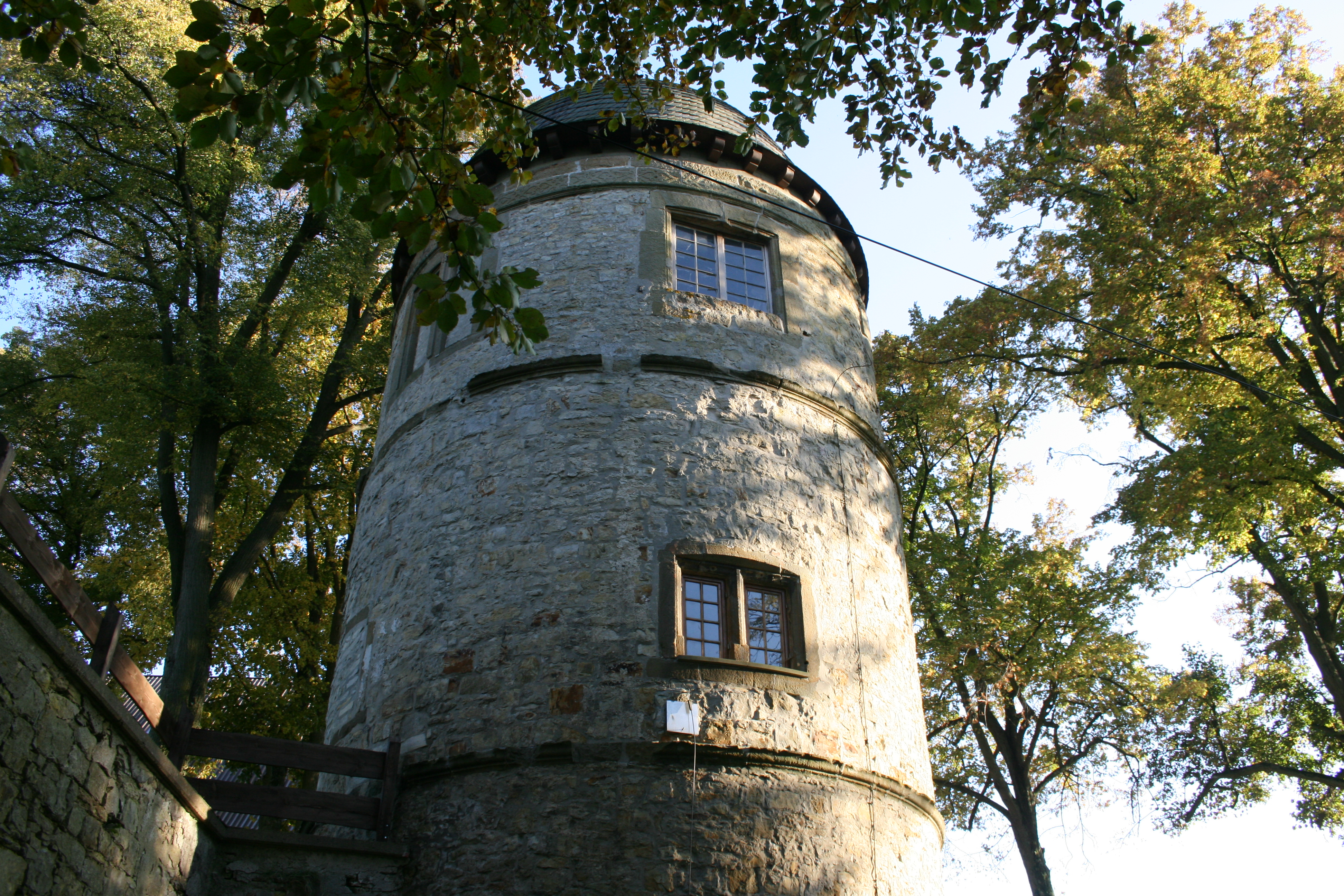
Wohnturm des Gut Volbrexen

## Geschichte
Das Gut wurde erstmals im Jahre 1146 genannt. Im Jahre 1640 wurde es von Moritz von Büren den Bürener Jesuiten vermacht. Seit 1823 wird es vom Haus Büren´schen Fonds verwaltet, dessen Eigentümer heute das Land Nordrhein-Westfalen ist. Mit der Zeit verfiel das Gebäude, so dass heute von der alten Bausubstanz nur noch eine Scheune und ein Wohnturm erhalten sind. Das Gut hat heute eine Gesamtfläche von 145 Hektar.